# Argostemma anupama
Argostemma anupama là một loài thực vật có hoa trong họ Thiến thảo. Loài này được Sivar. mô tả khoa học đầu tiên năm 1964.